# Бенейшама
Бенейшама, Бенехама (валенс. Beneixama (офіційна назва), ісп. Benejama) — муніципалітет в Іспанії, у складі автономної спільноти Валенсія, у провінції Аліканте. Населення — 1705 осіб (2022).

## Географія
Муніципалітет розташований на відстані близько 320 км на південний схід від Мадрида, 46 км на північний захід від Аліканте.
На території муніципалітету розташовані такі населені пункти: (дані про населення за 2010 рік)
- Бенейшама: 1803 особи
- Ель-Сальсе: 17 осіб

## Демографія
Динаміка населення (INE ):

## Галерея зображень

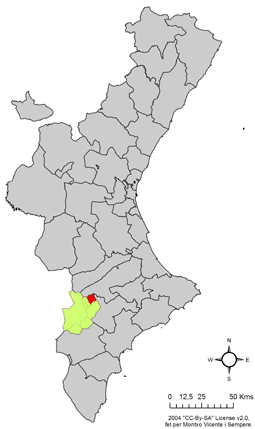
Розташування муніципалітету Бенейшама у автономній спільноті Валенсія
Розташування муніципалітету Бенейшама у комарці Альто-Віналопо
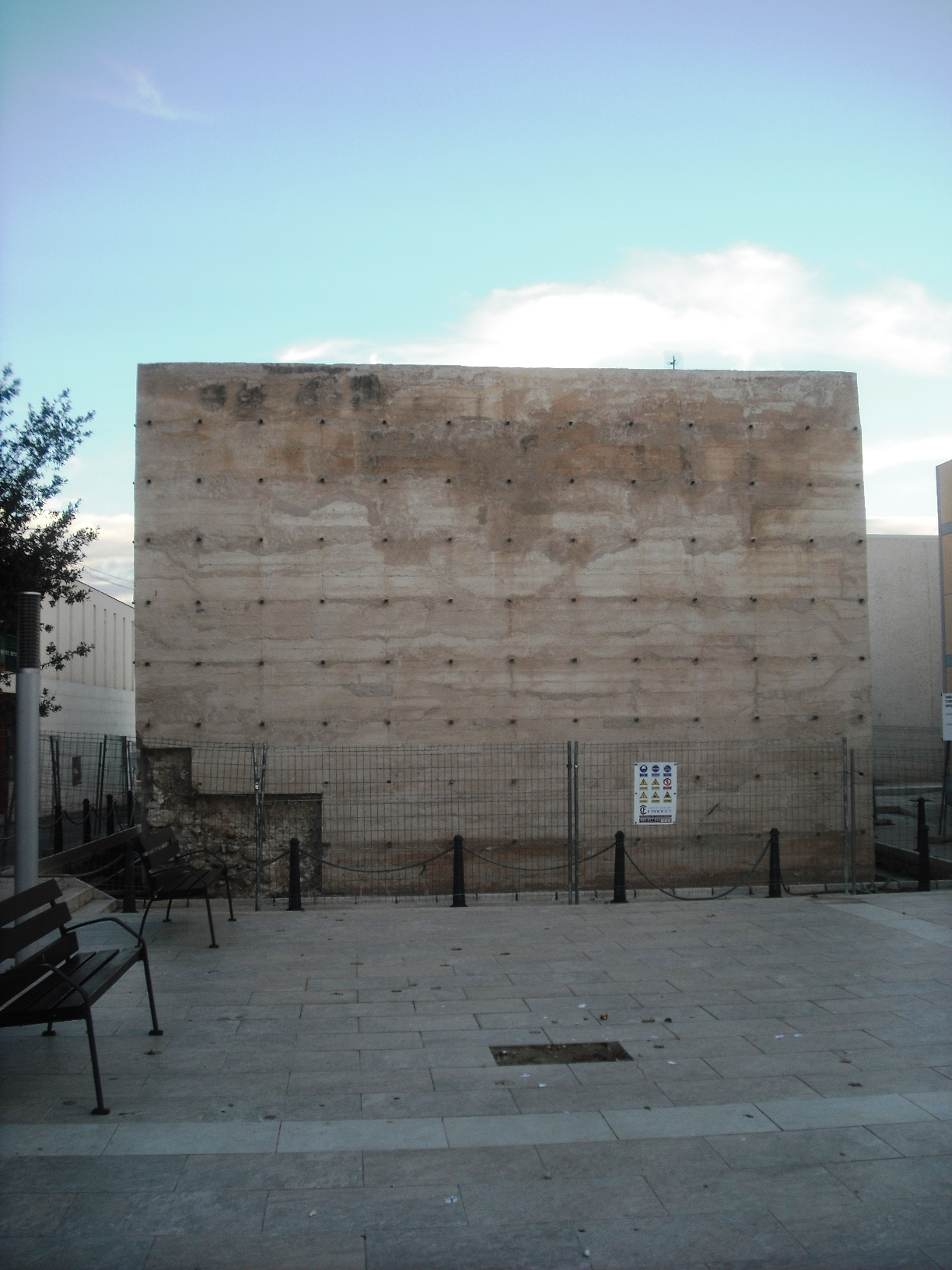
Вежа Аталая
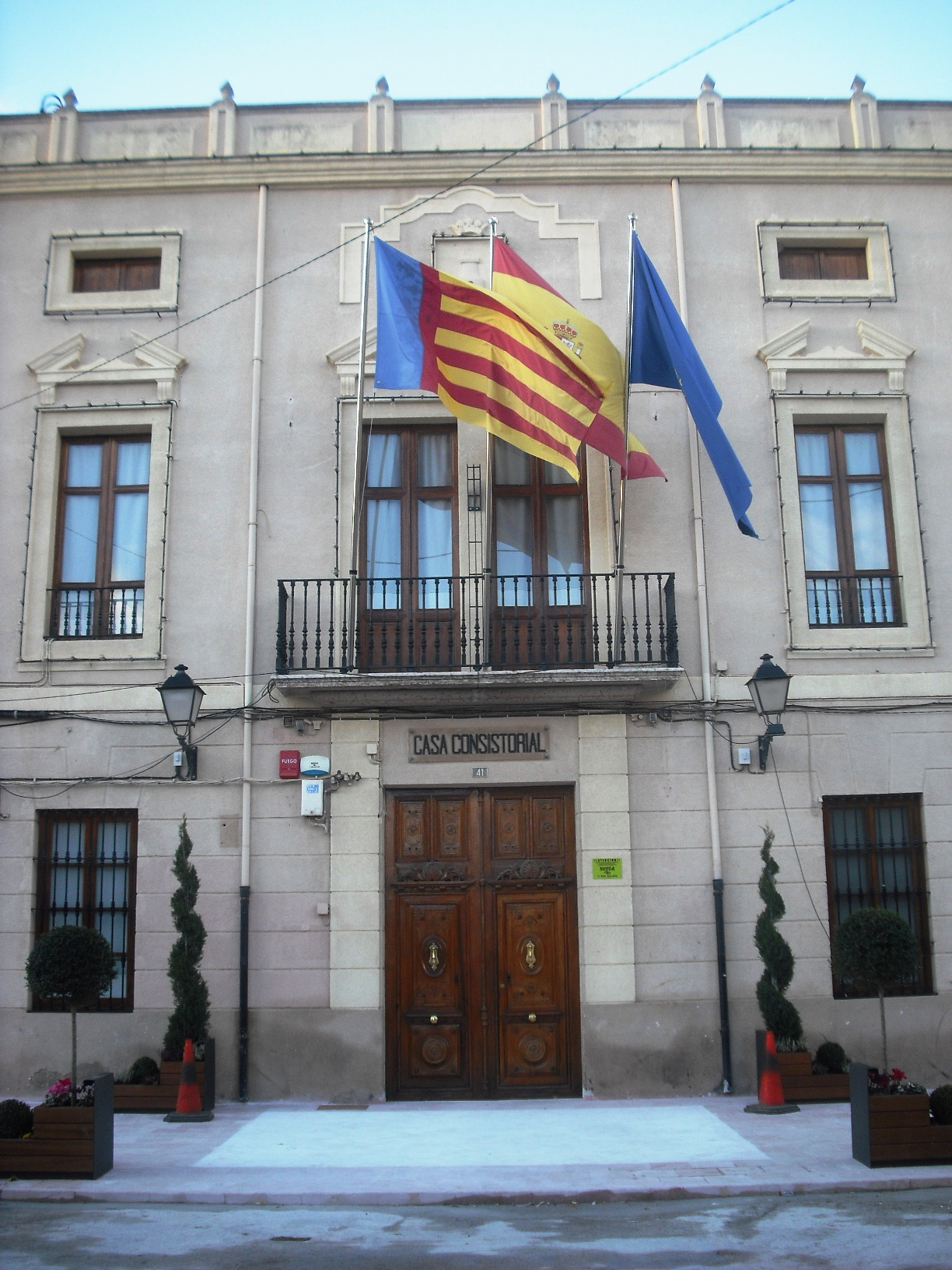
Муніципальна рада
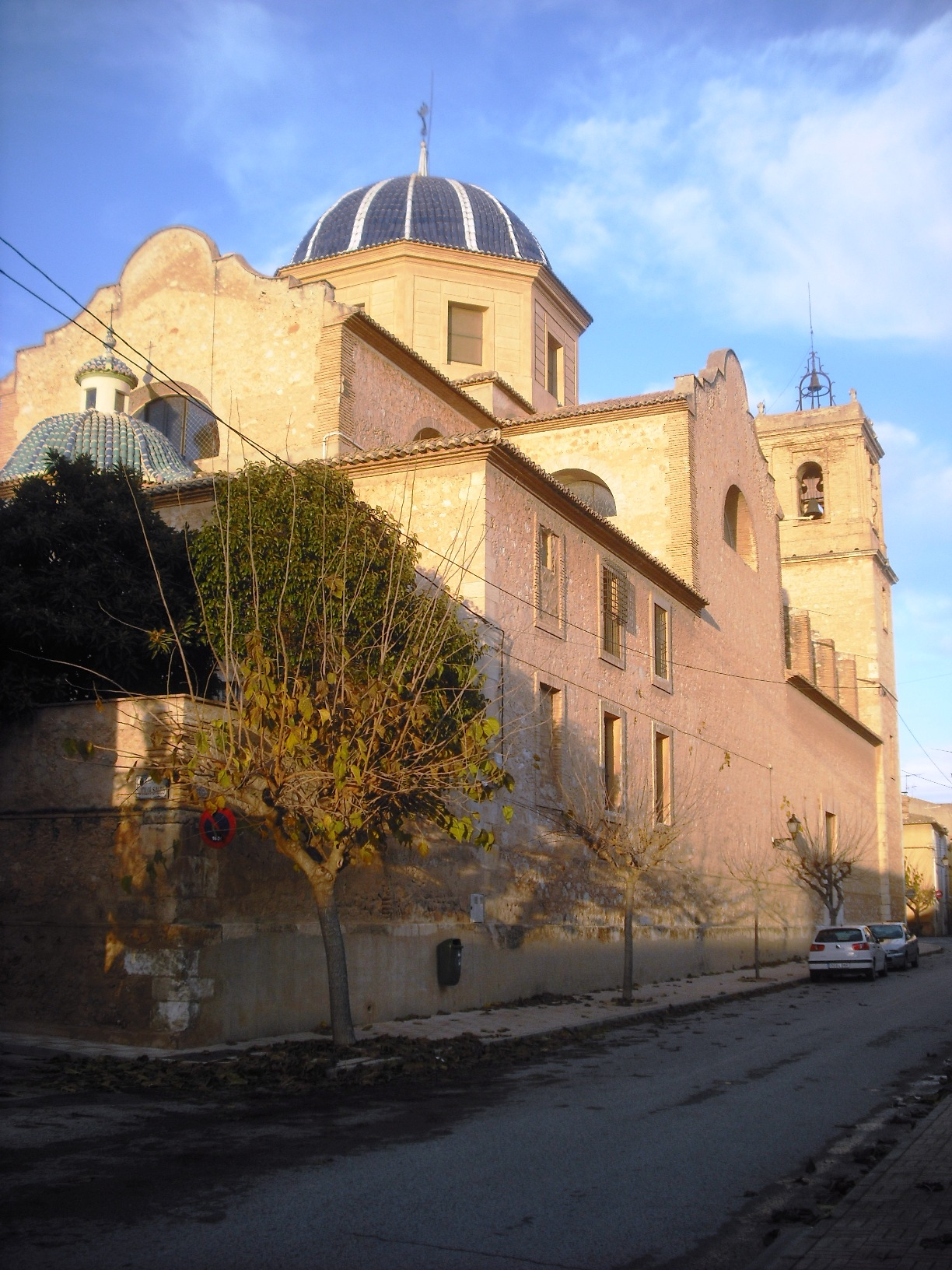
Церква Сан-Хуан-Баутіста